# Henryk (książę Szlezwika)
Henryk (zm. w 1375 r.) – książę Szlezwika od 1364 r.

## Życiorys
Henryk był jednym z dwóch synów księcia Szlezwika (a w latach 1326–1329 – króla Danii) Waldemara V z dynastii Estrydsenidów i Ryszardy, córki hrabiego Schwerinu-Wittenburga Guncelina VI. Od 1360 r. koregent, w 1364 r. po śmierci ojca został księciem Szlezwika. W praktyce władał tylko niewielką jego częścią (część oddano matce jako oprawię wdową, część była w rękach hrabiów Holsztynu, Langeland zastawił). W polityce próbował lawirować między hrabiami Holsztynu a królem duńskim Waldemarem Atterdagiem. Był żonaty z Kunegundą, nieznanego dziś pochodzenia. Zmarł bezpotomnie, w związku z czym księstwo Szleswiku na mocy zawartych wcześniej układów przeszło z rąk dynastii Estrydsenidów w ręce hrabiów Holsztynu. Został pochowany w kościele w Sorø.